# Valadares (Vila Nova de Gaia)
Pour l’article homonyme, voir Valadares.
Valadares est une ancienne freguesia (paroisse civile) dans la municipalité de Vila Nova de Gaia, au Portugal. 
En 2013, la paroisse a fusionné dans la nouvelle paroisse Gulpilhares e Valadares. 
La population en 2011 était de 10,678 habitants, répartis sur une superficie de 5,14 km2.